# Unde ești, copilărie?
Unde ești, copilărie? este un film românesc din 1988 regizat de Elisabeta Bostan. Rolurile principale au fost interpretate de actorii Alexandra Foamete și Bogdan Untaru. Include cele patru scurtmetraje cu Năică - Năică și peștișorul (1963), Năică și barza (1966), Năică și veverița (1967) și Năică pleacă la București (1967).

## Prezentare
După 20 de ani interpreții celor patru scurtmetraje cu Năică se reîntâlnesc - el este tatăl a doi copii, ea e studentă la Facultatea de regie și caută un mic interpret pentru filmul său de diplomă.

## Distribuție
Distribuția filmului este alcătuită din:
- Bogdan Untaru
- Alexandra Foamete